# Sant Tropetz
Sant Tropetz (en la norma clàssica de l'occità; grafiat erròniament Sant Tropés Sant Tropet, i Sant Troupez en norma mistralenca, en francès Saint-Tropez) és un municipi francès situat al departament del Var i a la regió de Provença – Alps – Costa Blava. L'any 2005 tenia 5.635 habitants.

## Demografia
| Evolució de la població |       |       |       |       |       |       |       |       |
| 1793                    | 1800  | 1806  | 1821  | 1831  | 1836  | 1841  | 1846  | 1851  |
| 3.629                   | 3.156 | 3.319 | 3.360 | 3.736 | 3.637 | 3.538 | 3.647 | 3.595 |

| 1856  | 1861  | 1866  | 1872  | 1876  | 1881  | 1886  | 1891  | 1896  |
| ----- | ----- | ----- | ----- | ----- | ----- | ----- | ----- | ----- |
| 3.640 | 3.558 | 3.739 | 3.532 | 3.531 | 3.545 | 3.636 | 3.533 | 3.599 |

| 1901  | 1906  | 1911  | 1921  | 1926  | 1931  | 1936  | 1946  | 1954  |
| ----- | ----- | ----- | ----- | ----- | ----- | ----- | ----- | ----- |
| 3.704 | 3.708 | 3.704 | 3.842 | 4.324 | 4.589 | 4.102 | 4.161 | 4.925 |

| 1962  | 1968  | 1975  | 1982  | 1990  | 1999  | 2006 | 2011 | 2016 |
| ----- | ----- | ----- | ----- | ----- | ----- | ---- | ---- | ---- |
| 5.668 | 6.130 | 5.427 | 6.213 | 5.754 | 5.444 | -    | -    | -    |

| 2019 | - | - | - | - | - | - | - | - |
| ---- | - | - | - | - | - | - | - | - |
| -    | - | - | - | - | - | - | - | - |

## Administració
| Període   | Identitat          | Partit        |
| --------- | ------------------ | ------------- |
| 1983-1989 | Jean-Michel Couve  | RPR           |
| 1989-1993 | Alain Spada        | Divers droite |
| 1993-2008 | Jean-Michel Couve  | UMP           |
| 2008-     | Jean-Pierre Tuvéri | Divers droite |